# Scanners (groupe)
Scanners est un groupe de rock alternatif britannique, originaire de Londres, en Angleterre. Le groupe compte trois albums studio ; Violence Is Golden (2006), Submarine (2010), et Love Is Symmetry (2013).

## Biographie
Le groupe est initialement formé en 2004 par Sarah Daly et Matthew Mole qui jouent leurs premiers concerts avec une boîte à rythmes en guise de batteur. Il est ensuite complété par l'arrivée d'Amina Bates et de Tom Hutt et le groupe est alors signé par Steve Aoki sous son label Dim Mak Records et assure notamment les premières parties de concerts de The Horrors, Devo, Electric Six et Juliette and the Licks.
Leur premier album, Violence Is Golden, sort aux États-Unis en 2006 et le groupe part alors en tournée à travers l'Europe et l'Amérique du Nord (dont une apparition au festival South by Southwest). En 2007, le groupe se produit dans des festivals estivaux, y compris en France aux Eurockéennes de Belfort et aux 3 Éléphants. Violence Is Golden sort finalement au Royaume-Uni le 4 février 2008 et le groupe enregistre en 2009 son deuxième album, Submarine qui sort le 17 février 2010.
En 2011, le batteur Tom Hutt quitte le groupe et est remplacé par Kilian Saubusse. Le troisième album du groupe, Love Is Symmetry, sort le 10 juin 2013. Harry Lane est désormais le batteur du groupe, lequel compte un nouveau membre avec Ben Grillon qui assure désormais la basse, Sarah Daly préférant se consacrer uniquement au chant depuis sa grossesse.
Certaines des chansons du groupe ont été utilisées dans des séries télévisées, des films ou des jeux vidéo. Ainsi, on peut entendre Raw dans l'épisode 18 de la saison 2 de Life et dans le jeu vidéo de hockey sur glace NHL 08, Air 164 dans l'épisode 7 de la saison 5 d'Entourage, In My Dreams dans l'épisode 18 de la saison 4 des Frères Scott et Salvation dans l'épisode 20 de la saison 3 de Gossip Girl.

## Membres
- Sarah Daly - chant
- Matthew Mole - chant, guitare
- Amina Bates - guitare, claviers
- Harry Lane - batterie
- Ben Grillon - basse

## Discographie

### Singles
- 2006 : Raw
- 2006 : Lowlife
- 2008 : Bombs
- 2010 : Salvation
- 2013 : Mexico